# Revolució permanent
La revolució permanent és un concepte emprat per Karl Marx i desenvolupat en la teoria per Trotski i Parvus per designar el procés pel qual la revolució no s'atura fins que ha assolit tots els seus objectius. Això significa, particularment, per a Trotski, que les revolucions del nostre temps no poden detenir-se en els èxits nacionals o burgesos, i que el proletariat s'empararà del moviment per emprendre una revolució mundial i comunista.
Aquesta teoria no és, per a Trotski, només vàlida per a Rússia, sinó per a tots els països dominats per l'imperialisme (també per a la Xina, per exemple), on la majoria de vegades romanen restes del feudalisme i on la burgesia nacional és massa feble per proposar una política tan revolucionària com hauria pogut promoure la burgesia francesa el 1789. És per tant sobre el proletariat que recauen les tasques de la revolució burgesa, entre d'altres aspectes. l'eliminació de les restes del feudalisme, la reforma agrària, etc. a més de les tasques pròpies d'un transformació socialista.
La revolució permanent s'oposa a la teoria de la "revolució per etapes", defensada en particular pels partidaris d'Stalin a l'època dels fronts populars.

## Marx i Engels
El primer ús del terme per Marx i Engels es fa al llibre "la sagrada Família" de 1844, per descriure el comportament de Napoleó Bonaparte que va substituir el Terror pel seu propi règim marcat per les reformes.
El 1849, Marx i Engels assenyalaren que el terme va ser reutilitzat per altres periodistes i autors com un periodista de la "Kölnische Zeitung" o Henri Druey.
Va ser el 1850 amb la "Comunicació al Comitè Central de la Lliga de Comunistes" quan la paraula "revolució permanent" fou realment coneguda pel públic. Per a Marx, contra la petita burgesia que vol acabar amb la revolució tan aviat com sigui possible, la revolució permanent ha de continuar fins que els mitjans de producció estiguin en mans dels treballadors.

## Trotski
Trotski, basant-se en Alexandre Parvus, va publicar el 1905 "Resultats i perspectives" i el 1929 "La revolució permanent".
Per Trotski, la burgesia russa no dirigiria una revolució que establís la democràcia i resolgués la qüestió de la terra. Aquestes mesures eren essencials per al desenvolupament econòmic de Rússia, per tant, la revolució hauria de ser dirigida pels proletaris que no només haurien de complir les comeses de la revolució burgesa democràtica, sinó que també haurien de començar la lluita per superar aquesta revolució burgesa.